# Callinectes bocourti
Callinectes bocourti is een krabbensoort uit de familie van de Portunidae. De wetenschappelijke naam van de soort is voor het eerst geldig gepubliceerd in 1879 door Alphonse Milne-Edwards en verwijst naar Marie Firmin Bocourt.